# Inga meissneriana
Inga meissneriana är en ärtväxtart som beskrevs av Friedrich Anton Wilhelm Miquel. Inga meissneriana ingår i släktet Inga och familjen ärtväxter. Inga underarter finns listade i Catalogue of Life.